# Depozit de date

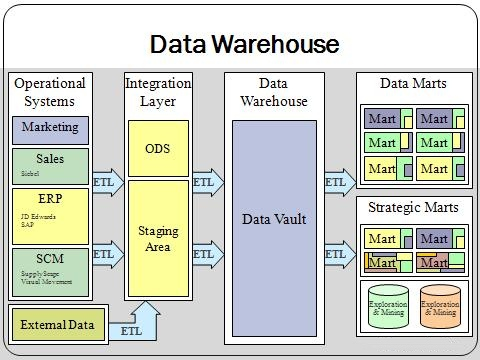
Data Warehouse Overview

Un depozit de date este o bază de date creată pentru a facilita crearea de rapoarte și analiza datelor colectate din multiple surse.